# Тернопольский иезуитский коллегиум
Тернопольское иезуитское коллегиум — учебное заведение, действовавшее в Тернополе в ХІХ — начале XX веков.

## История учреждения
Появление иезуитов в Тернополе относится к середине XVII в, когда в городе начал свою деятельность миссионерский пункт, связанный с Каменец-Подольским иезуитским коллегиумом.
После запрета деятельности Общества Иисуса на территории Российской империи многие иезуиты оказались в Галиции, входившей в то время в состав Австрийской империи (Королевство Галиции и Лодомерии). Усиление местной иезуитской общины дало толчок к активизации миссионерской и, особенно, образовательной деятельности Общества в крае. Главным очагом отцов-иезуитов в Галиции был Тернополь.
Первые иезуиты-изгнанники из Российской империи приехали в Тернополь 19 октября 1820 года, а 6 ноября в городе была открыта иезуитская публичная школа. Сначала действовал класс инфимы, где ученикам давались базовые знания в латыни. Потом появились классы грамматики и синтаксиса, где они могли углублять свою подготовку в этом языке.
В сентябре 1821 года начал свою деятельность канвикт — интернат для учащихся, которые приезжали к иезуитов по знания не только из Тернопольщины, но также и из других районов Австрийской империи. Проживание в канвикте давало возможность дополнительно заниматься с учителями-иезуитами и находится под их опекой. В течение двух следующих лет для нужд этого учреждения был возведен двухэтажное здание с несколькими десятками комнат. Следующим шагом тернопольских иезуитов было основание 1 октября 1821 года гимназии. В 1823 году в Тернополе появилось отделение философии для светских студентов и семинаристов-иезуитов. В 1825-1826 гг. для занятий в коллегиуме было возведено новое здание.
Основу преподавательского корпуса Тернопольского иезуитского коллегиума составили профессора и выпускники бывшей Полоцкой иезуитской академии : Винцент Бучиньский, Яков Кандрав, Антоний Корсак, Мауриций Полонский, Юзеф Титович и многие другие. Это дало возможность поддерживать в учреждении высокий уровень образовательного и воспитательного процесса. Не удивительно, что иезуитские школы долгое время пользовались большой популярностью среди местного жительства: 3 1824 г. в них обучались 394 ученики, а в 1836 г. — уже 500  .
С начала существования канвикту действовал школьный театр, первыми режиссером и руководителями которого были Жан Оэльярд (1821-1832) и Жан Менэ (1832-1838). На его сцене по случаю визита важных гостей относились польские и немецкие комедии и трагедии.
Во время «Весны народов» учреждение временно прекратило свою деятельность. После восстановления деятельности Общества Иисуса в Австрийской империи отцы иезуиты вернулись в Тернополь в 1852 году, но обучение в их школах было восстановлено только в 1856 году.
В 1886 году иезуитская образовательная площадка в Тернополе потеряла статус коллегиума и была преобразована в резиденцию (с 1887 года), де остался только курс философии для семинаристов-иезуитов. Канквист перевели в Хыров. В августе 1901 г. тернопольская резиденция Общества Иисуса была переведена в другое место  .

## Ректоры
В 1820-1848 гг. : Юзеф Зраницкий (настоятель, 1820-1821), Ян Любшевич (проректор, 1821), Станислав Свентаховский (1821-1822, 1824-1825), Антоний Корсак (1822-1824), Тадеуш Панцевич (проректор, 1825-1825). 1828), Алоиз Ландес (1828-1829), Якоб Пирлинг (1829-1831), Юсоф Цитович (1831-1836), Рафал Маркианович (1836-1838), Юзеф Браун (1838-1843), Матей Чигир (1843-1845), Ян Зраницкий (1845-1848);
В 1852-1901 гг. : Ян Зраницкий (настоятель, 1852—1856), Франтишек Каутный (1856—1861), Ян Галич (1861—1867), Адольф Каменский (1867—1871, 1874—1880), Каспер Щапковский (1871—1874), Мариан Моравский ( 1880—1883), Павел Рубан (1883—1886), Петр Бапст (1886—1887), Юлиюш Христиан (1887—1890), Игнатий Мишкевич (1890—1895, 1899—1901), Михал Мыцельский (1895—1897), Юсоф Годовский (1897-1899)  .